# Joseph Sumner Rogers
Joseph Sumner Rogers, né le 5 juillet 1844 à Orrington et mort le 14 septembre 1901 à Orchard Lake Village, est un éducateur américain ainsi qu'un officier de l'Armée de terre des États-Unis. Originaire d'Orrigton, dans le Maine, il était un vétéran de la Guerre de Sécession et était connu comme étant le fondateur et le président de l'Académie militaire du Michigan.

## Enfance
Joseph Sumner Rogers est né le 5 juillet 1844 à Orrington, dans le Maine, et est le fils de Joseph Rogers ainsi que de Joanna Swett Harriman,. Rogers était un descendant de Thomas Rogers, un passager du Mayflower. Il fréquenta les écoles d'Orrington et arrêta ses études à l'âge de 16 ans afin d'intégrer l'Union Army lors de la Guerre de Sécession.

## Début de carrière
En avril 1861, Rogers rejoignit le 2ème Régiment d'Infanterie du Maine. Il prit part à la Première bataille de Bull Run en juillet, et continua à servir pendant la Campagne de la Péninsule de George McClellan en 1862. Rogers subit une importante plaie au visage lors de sa participation à la Seconde bataille de Bull Run, en août. En convalescence, il regagne le Maine et étudie à l'académie de Bucksport. Il fut renvoyé à la vie civile à la fin de son engagement en juin 1863.
Rogers retourna en service en septembre 1864 lorsqu'il fut commissionné en tant que First lieutenant au sein du 31ème Régiment d'Infanterie du Maine. Il servit dans les Batailles de la Wilderness, de Spotsylvania, Cold Harbor, Petersburg, du Cratère, de Globe Tavern et Peebles's Farm. Le régiment réalisa ensuite une garnison obligatoire au sein de Petersburg (Virginie) et aux alentours jusqu'à la capitulation des Confédérés et il prit part à la Grande revue des armées en mai 1865. Rogers fût promu capitaine en tant que commandant de la Compagnie M en octobre 1864 et major par brevet en mars 1865. Il fut renvoyé à la vie civile avec son régiment le 15 juillet 1865.

## Suite de sa carrière
En octobre 1867, Rogers est nommé "Second lieutenant" au sein de l'Armée de terre des États-Unis, et affecté au devoir avec le 1er régiment d'infanterie.Il servit en Louisiane avec le régiment pendant la Reconstruction, et fût assigné à Fort Wayne (Détroit).
Tandis qu'il était en service à Fort Wayne, en 1872, Rogers fût nommé professeur de science militaire et tactique au Lycée de Détroit, ainsi que commandant des élèves officiers de Détroit, les lycéens du lycée de Détroit étaient organisés en équipes d'exercices et de cérémonies militaires.Il commanda les corps avec la Garde nationale de l'armée du Michigan au grade de major jusqu'en 1876, comprenant des cérémonies à l'Exposition universelle de 1876 à Philadelphie.Rogers se retira de l'armée en 1877, dans l'intention de fonder une école militaire.
Rogers obtint un appui financier afin d'acheter la propriété de Joseph T. Copeland à Orchard Lake Village. Il forma l'Académie militaire du Michigan, un pensionnat basé sur l'Académie militaire de West Point.Rogers fût capable de tirer profit d'amitiés qu'il tissa lors de la Guerre de Sécession dans le but d'élargir le profil de l'école.En 1879, William Tecumseh Sherman, général de l'Armée de l'Union, donna une conférence à une promotion de l'Académie militaire du Michigan, un événement qui reçut une audience s'élevant à 10 000 auditeurs.
Rogers fût le président de l'Académie avec le grade de colonel,. Pendant sa fonction à l'Académie militaire du Michigan, ses équipes d'exercices et de cérémonies gagnèrent de nombreux concours et prirent part aux événements lors de l'Exposition universelle de 1893,. Malgré le succès de l'académie, un essor développé en 1900 provoqua une dette que l'académie eut du mal à rembourser. Rogers, qui était en phase terminale, était incapable de diriger aussi efficacement qu'il ne l'était auparavant, et l'académie continua à sombrer.

## Vie privée

### Civique et fraternel
Rogers était un adepte de la Franc-maçonnerie ainsi que des Chevaliers templiers. Il était également membre de la Grande armée de la république et du Military Order of the Loyal Legion of the United States. Rogers faisait également partie des Fils de la révolution américaine, de la Mayflower Society, ainsi que de l'Ordre héréditaire des descendants des gouverneurs coloniaux.

### Décès et enterrement
Rogers mourut à Orchard Lake le 14 septembre 1901. Il est enterré au Cimetière Oak Hill à Orrington.

### Famille
En 1866, Rogers épousa Jeanette Susan Wheeler. Ils furent les parents de trois enfants. Son fils, Harry Lovejoy Rogers, diplômé de l'Académie militaire du Michigan, rejoignit l'Armée pour la Guerre hispano-américaine, et atteignit le grade de Major général lors de la première guerre mondiale. Sa fille Florence mourut d'une maladie à l'âge de 12 ans. Frederick P. Rogers était un homme d'affaires et officier de l'Armée qui atteignit le grade de major lors de la première guerre mondiale.

## Héritage
L'Académie militaire du Michigan continua à prospérer jusqu'en 1908, lorsqu'elle fit faillite et dut fermer. La propriété de l'Académie militaire du Michigan a été listée sur le Registre national des lieux historiques en 1982.